# Tramwaje w Zabrzu
Tramwaje w Zabrzu – element systemu komunikacji tramwajowej Górnośląsko-Zagłębiowskiej Metropolii, który funkcjonuje na terenie Zabrza od 1894 roku. Sieć tramwajowa łączy dzielnice: Biskupice, Centrum Północ, Centrum Południe, Maciejów, Makoszowy, Mikulczyce i Zaborze Północ, a w przeszłości docierała również do Helenki i Rokitnicy.
Sieć należy do Tramwajów Śląskich i w 2007 roku na terenie miasta liczyła łącznie 41,654 km toru pojedynczego. Ma ona charakter promienisty z koncentracją w pobliżu Placu Wolności, skąd linie biegną w pięciu kierunkach.

## Historia

### Okres przedwojenny
Pierwsze plany uruchomienia tramwajów na terenie Zabrza pochodzą z 24 kwietnia 1892 roku, kiedy podpisano między spółką Kramer & Co. a magistratem Bytomia umowę na budowę linii Gliwice – Zabrze – Chebzie – Królewska Huta – Bytom – Piekary Śląskie. Pierwotnie miała ona być jednotorowa z mijankami, o rozstawie szyn 1000 mm, a miały poruszać się na niej tramwaje parowe. W późniejszym okresie szerokość tę skorygowano do 785 mm.
Pierwsza linia tramwajów parowych została uruchomiona 27 maja 1894 roku na trasie Wielkie Piekary – Szarlej – Bytom przez berlińską spółkę Oberschlesische Dampfstraßenbahnen AG. Przedsiębiorstwo to nabyło od spółki Kramer & Co. wszystkie prawa wynikające z koncesji i umów na budowę kolejek. Kolejny odcinek linii (Gliwice – Zabrze) uruchomiono 26 sierpnia tego samego roku, a połączono obydwa odcinki 30 grudnia trasą Zabrze – Bytom przez Chebzie, Królewską Hutę i Łagiewniki. Linia ta liczyła łącznie 34,5 km długości. Zajezdnie powstały w Rozbarku (przy ul. Witczaka) i Gliwicach (obok Lasku Miejskiego).
Spółka Kramer & Co., która w 1895 roku utworzyła spółkę Oberschlesische Dampfstraßenbahnen, 29 września 1898 roku oddała do użytku połączenie Bytom – Zabrze przez Biskupice.
W latach międzywojennych w niemieckiej części Górnego Śląska spółka miejska Städtische Straßenbahn Beuthen (powstała 23 października 1913 roku), będąca własnością miasta Bytomia, rozbudowywała istniejącą sieć tramwajową. Na terenie Zabrza powstały wtedy odcinki:
- pod koniec 1925 – Miechowice – Rokitnica – Wieszowa,
- 1928 – Rokitnica – Helenka,
- 1930 – Bobrek – Biskupice.

W Zabrzu również powstawały miejskie trasy tramwajowe. Staraniem władz miasta 4 lipca 1934 roku uruchomiono normalnotorową linię ze stacji Zabrze Mikulczyce do centrum miasta, a 23 lutego 1936 roku oddano do użytku trasę ze śródmieścia do kopalni Guido. Eksploatację tej linii powierzono spółce Verkehrsbetriebe Oberschlesien AG.

### Lata powojenne

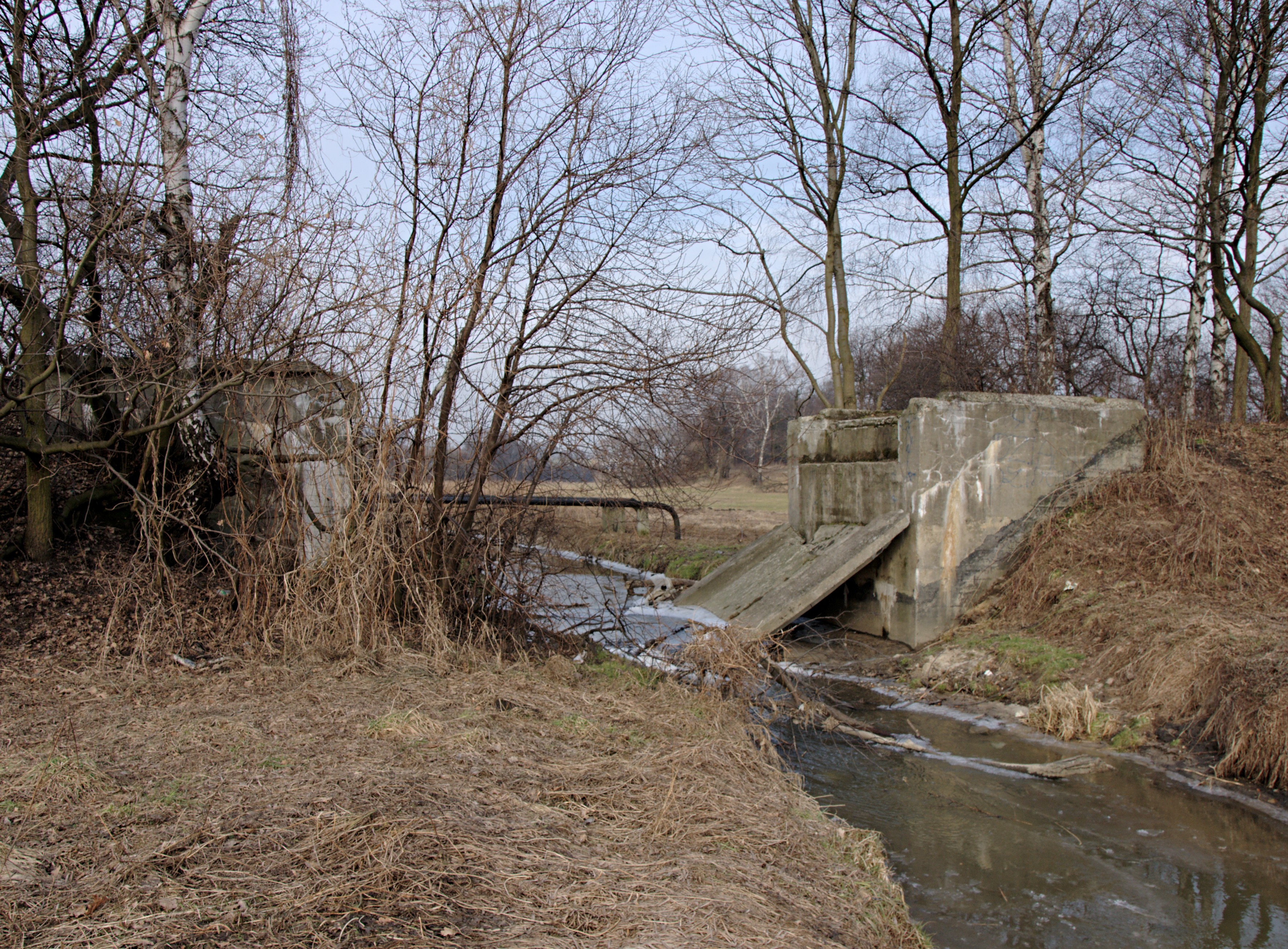
Zerwany most tramwajowy na zlikwidowanej linii tramwajowej w Mikulczycach

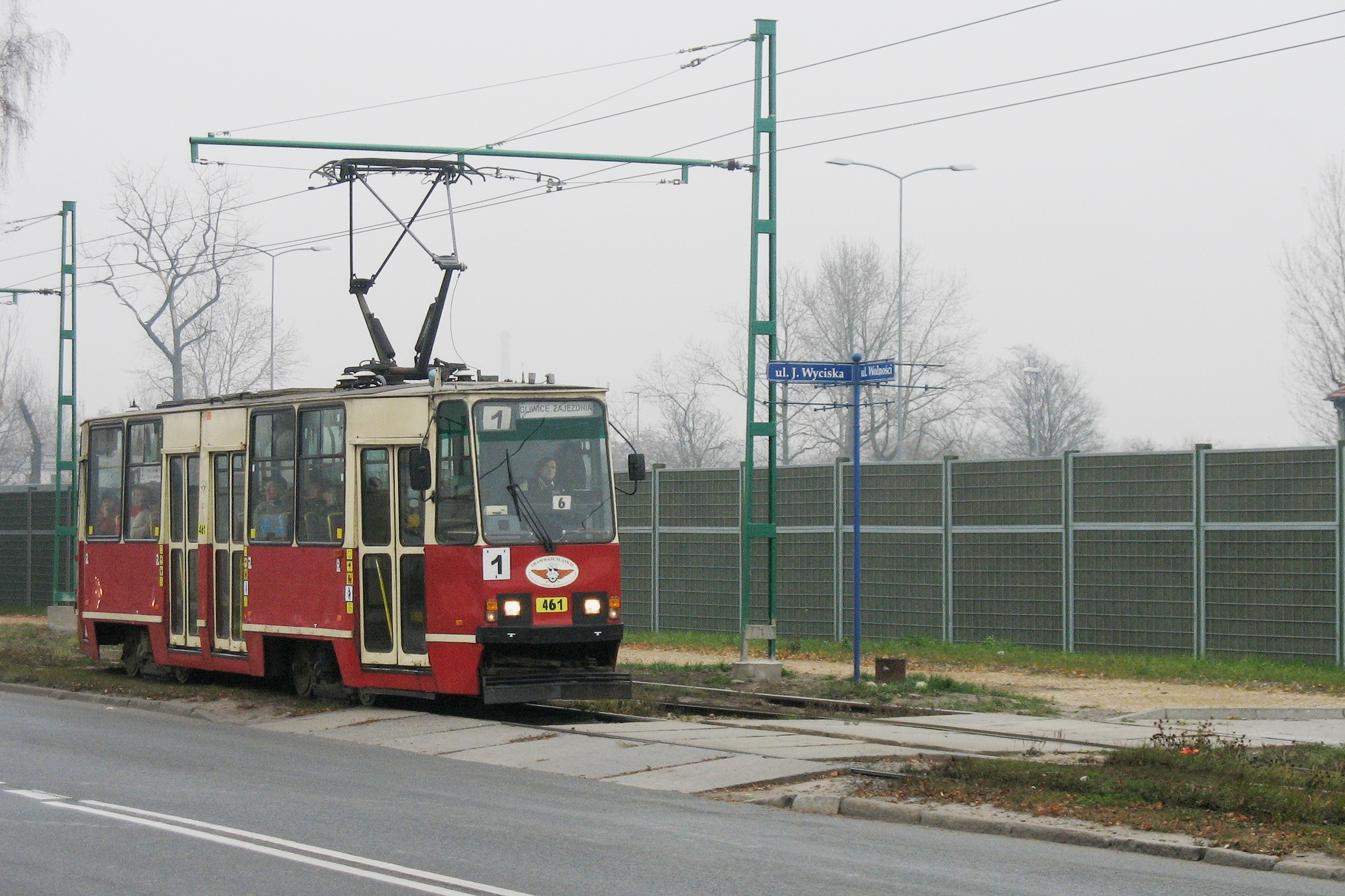
105Na na ul. Wolności

W 1945 roku sieć tramwajową przymusowo przyporządkowano spółce Koleje Elektryczne Zagłębia Śląsko-Dąbrowskiego, a w 1948 roku związkowi komunalnemu Śląsko-Dąbrowskie Linie Komunikacyjne, przekształconemu w trzy lata później w Wojewódzkie Przedsiębiorstwo Komunikacyjne w Katowicach, które organizowały komunikację tramwajową i autobusową na terenie konurbacji górnośląskiej.
W latach powojennych linie w północno-zachodniej części sieci tramwajowej konurbacji górnośląskiej stanowiły ważny element lokalnej komunikacji publicznej z racji utrudnionego dostępu do innych środków transportu. W Zabrzu kontynuowano rozbudowę sieci tramwajowej. W 1949 roku wybudowano pętlę przy dworcu kolejowym w centrum miasta. Sieć rozrosła się zwłaszcza w latach 50. XX wieku, kiedy to 17 marca 1951 roku oddano do użytku jednotorową linię z Mikulczyc do Rokitnicy. Otwarcie tej linii spowodowało konieczność dobudowy pętli tramwajowej w Mikulczycach wraz z rozbiórką toru do pobliskiej stacji kolejowej. Rok później, 1 maja 1952 roku, uroczyście oddano do użytku przedłużenie linii tramwajowej do kopalni Makoszowy i dalej do stacji Zabrze Makoszowy. Linia ta miała służyć głównie dowozom pracowników do tej kopalni.
13 kwietnia 1959 roku doszło do zerwania wiaduktu drogowego nad stacją w Zabrzu, w wyniku którego linia nr 3 do dzielnicy Makoszowy, która przebiegała przez wiadukt, została przerwana, a torowisko wraz z pięcioma wagonami zostało odcięte od sieci. Odcięta trasa była dalej obsługiwana aż do drugiej połowy 1962 roku, kiedy to wybudowano tor na ul. Brysza i Lutra.
W 1970 roku na trasach konurbacji górnośląskiej pojawiły się nowe tramwaje typu 102Na, które kursowały również w Zabrzu, a w 1974 roku wprowadzono tramwaje typu 105N.
W latach powojennych prócz nowych odcinków rozpoczęto również likwidacje linii, głównie w północnej części miasta. Już 30 kwietnia 1968 roku, czyli po 17 latach eksploatacji, zamknięto linię Mikulczyce – Rokitnica, jednakże największy regres nastąpił w latach 80. XX w. 2 maja 1983 roku z racji budowy wiaduktu drogowego w Karbiu wstrzymano ruch tramwajowy między bytomskim Karbiem a Miechowicami, a wraz z tym linię do Rokitnicy i Helenki. Ostatecznie oznaczało to całkowitą likwidację tramwajów w północnej części Zabrza, spowodowaną również licznymi szkodami górniczymi.
Po 1989 roku, wraz z przemianami ustrojowymi nastąpiły przekształcenia w organizacji komunikacji miejskiej na terenie konurbacji górnośląskiej. W 1991 roku rozdzielono WPK na kilkanaście przedsiębiorstw, w tym Przedsiębiorstwo Komunikacji Tramwajowej w Katowicach, które w 2003 roku przekształcono w spółkę Tramwaje Śląskie. Miasto Zabrze było w 2014 roku czwartym największym udziałowcem tej spółki (1 248 000, tj. 10,5% akcji).
Modernizacje torowisk w Zabrzu po 1989 roku były prowadzone w ograniczonym zakresie, głównie na ul. Wolności. W lutym 2011 roku włodarze miast konurbacji górnośląskiej podjęli decyzję o rozpoczęciu projektu „Modernizacja infrastruktury tramwajowej i trolejbusowej w Aglomeracji Górnośląskiej wraz z infrastrukturą towarzyszącą”, w ramach którego zaplanowano przebudowę 48 kilometrów torowisk. Na terenie Zabrza zaplanowano modernizację następujących odcinków:
- Ul. 3 Maja,
- Ul. Wolności (odcinek od ul. Kondratowicza do granicy z Gliwicami),
- Ul. Bytomska (odcinek od ul. Chrobrego do ul. Drzymały).Düwag Pt8 w Biskupicach na ulicy Zabrzańskiej

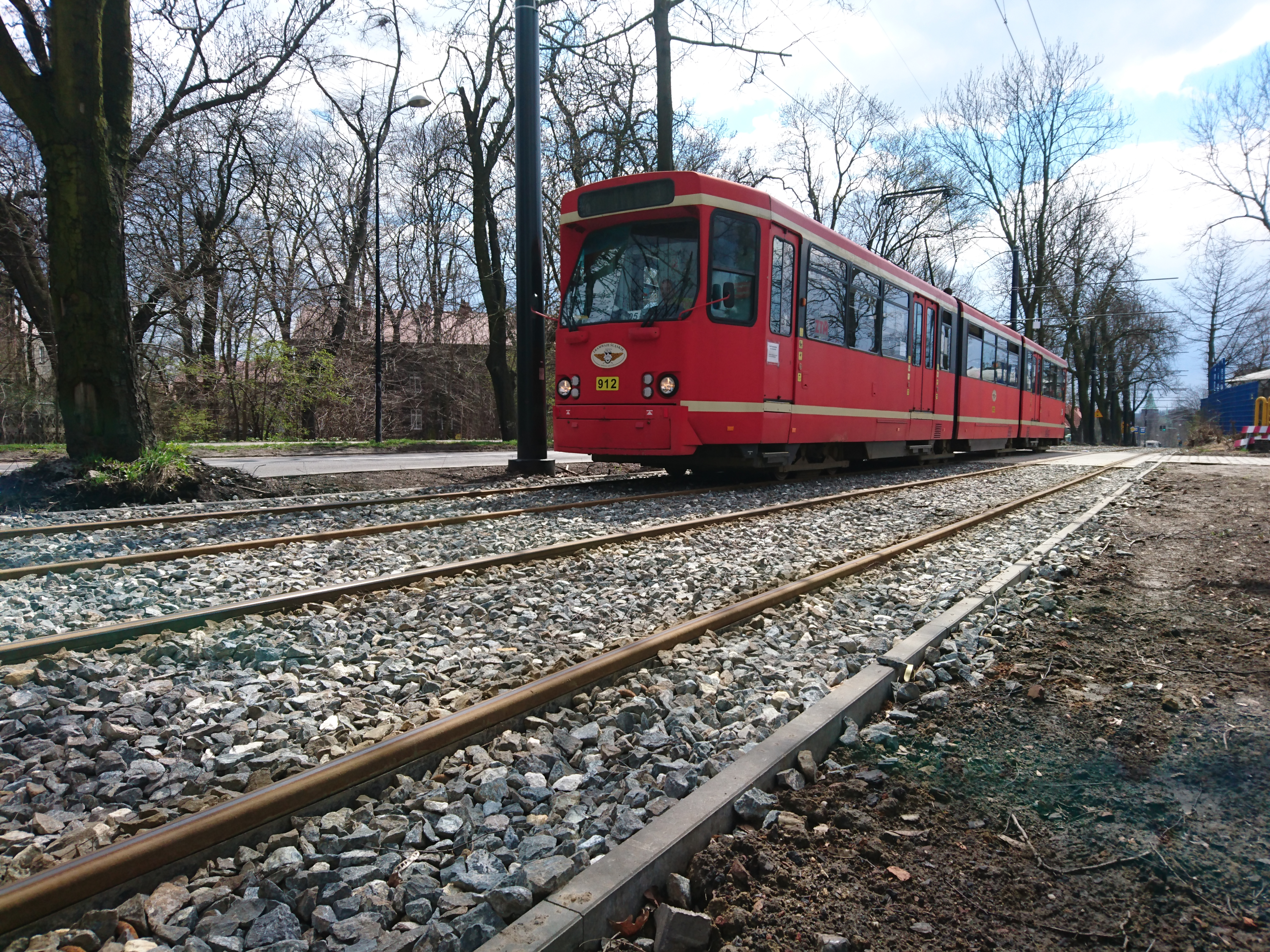
Düwag Pt8 w Biskupicach na ulicy Zabrzańskiej

## Linie tramwajowe
Wg stanu z 19 grudnia 2023 roku przez teren Zabrza przebiegają cztery linie tramwajowe.
| Linia | Przystanek początkowy  | Przystanek końcowy | Liczba przystanków | Takt   | Miasta          | Zajezdnia         |        |
| ----- | ---------------------- | ------------------ | ------------------ | ------ | --------------- | ----------------- | ------ |
| 3     | Mikulczyce Pętla       | Makoszowy Pętla    | 21                 | 34 min | Zabrze          | Gliwice Zajezdnia | [ 18 ] |
| 4     | Gliwice Zajezdnia      | Zabrze Zaborze     | 16                 | 24 min | Zabrze, Gliwice | Gliwice Zajezdnia |        |
| 5     | Bytom Plac Sikorskiego | Zaborze Pętla      | 27                 | 48 min | Zabrze, Bytom   | Gliwice Zajezdnia | [ 19 ] |
| 2     | Bytom Plac Sikorskiego | Gliwice Zajezdnia  | 27                 | 50 min | Zabrze, Bytom   | Gliwice Zajezdnia |        |